# Nicolas Cage
Nicolas Cage, ameriški filmski igralec, * 7. januar 1964, Long Beach, Kalifornija, ZDA.

## Filmografija
Pomembnejše vloge:
 
Cordell »Cord« Walker v Walker, Texas Ranger,
Joshua McCord v The President's Man in The President's Man 2: A Line in the Sand
- Birdy (1984)